# Casper, fantoma prietenoasă
Casper, fantoma prietenoasă (în engleză Casper the Friendly Ghost) este personajul principal al seriei de animație cu același nume, produsă de Famous Studios pentru Paramount Pictures. Casper este o fantomă translucidă, simpatică și sociabilă, dar adesea criticată de cei trei unchi răi ai săi, Trioul fantomatic. Între 1945 și 1959, personajul a apărut în 55 de desene animate, încapsulate într-o serie intitulată The Friendly Ghost (Fantoma prietenoasă).
Din 1952, personajul a apărut în benzile desenate americane publicate de Harvey Comics, compania achiziționând personajul în întregime, în 1959. Fantoma Casper este o figură recognoscibilă în cultura populară americană, fiind desemnată „Ambasadorul oficial al Halloween-ului”, și reprezentând capul de afiș a numeroase titluri de benzi desenate, vândute în peste 100 de milioane de exemplare.
Casper a apărut în cinci seriale de televiziune: Matty's Funday Funnies (1959-1961), The New Casper Cartoon Show (1963-1970), Casper and the Angels (1979), The Spooktacular New Adventures of Casper (1996-1998) și Școala de sperieturi a lui Casper (2009-2012). Personajul și-a făcut apariția în cinematografe într-o adaptare live-action lansată de Universal Pictures, Casper (1995), devenind astfel primul personaj generat pe calculator care a apărut într-un film. Au urmat patru spin-off-uri, printre care și Casper o întâlnește pe Wendy (1998), cu Hillary Duff.

## Creare
Casper a fost creat de Seymour Reit și Joe Oriolo, primul concepând ideea personajului, iar cel de-al doilea asigurând ilustrațiile. Destinat pentru o colecție de povești pentru copii, conceptul nu a fost primit cu prea mult interes, iar cartea a rămas nepublicată. Când Reit a fost plecat în serviciul militar din timpul celui de-al Doilea Război Mondial, Oriolo a vândut drepturile asupra cărții diviziei de animație Famous Studios a Paramount Pictures, pentru suma totală de 175 de dolari. Această plată unică a fost tot ceea ce a primit, ratând o parte din veniturile obținute din filmele, benzile desenate și mărfurile care urmau să apară.
The Friendly Ghost (Fantoma prietenoasă), primul desen Noveltoon cu Casper, a fost lansat de Paramount în 1945, prezentând câteva diferențe față de materialul original. În adaptare, Casper este un copil-fantomă drăguț, cu accent newyorkez, care locuiește într-o casă bântuită, împreună cu o comunitate de fantome adulte, care se bucură să îi sperie pe cei vii. Casper, în schimb, este un nonconformist printre fantome: ar prefera să se împrietenească cu oamenii. El își împachetează lucrurile, și pleacă în lume, sperând să își găsească prieteni. Cu toate acestea, animalele pe care le întâlnește (un cocoș, o cârtiță, o pisică, un șoarece pe nume Herman, și un grup de găini) se uită îngrozite la el, și țipă: „O fantomă!”, fugind în alte direcții. Tulburat, Casper încearcă fără succes să se sinucidă (uitând, se pare, că este deja mort), culcându-se pe o cale ferată în fața unui tren care se apropie, înainte de a întâlni doi copii, pe nume Bonnie și Johnny, care îi devin prieteni. Mama copiilor, aparent văduvă și săracă, se teme la început de Casper, dar mai târziu îl primește în familie, după ce acesta sperie fără să vrea un proprietar lacom care, nedorind să dețină o casă „bântuită”, rupe ipoteca și le dă casa în întregime. Scurtmetrajul se încheie cu mama care îi sărută pe Bonnie, Johnny și Casper în timp ce îi trimite la școală, Casper purtând haine ca și cum ar fi un copil viu.
Casper a apărut în alte două desene animate ulterioare, There's Good Boos To-Night și A Haunting We Will Go. There's Good Boos To-Night diferă foarte mult de desenele animate ulterioare ale lui Casper: deși tema lui Casper, care încearcă să își găsească un prieten, și eșuează în aceste încercări, înainte de a reuși, apare în majoritatea producțiilor, tonul acestui scurtmetraj devine remarcabil de întunecat atunci când apar un vânător și câinii săi, care îl urmăresc pe micul pui de vulpe pe nume Ferdie, cu care Casper s-a împrietenit. Deși Casper îi sperie pe vânător și pe câini, Casper îl descoperă pe Ferdie mort, după o scenă de urmărire chinuitoare. Din fericire însă, Ferdie se întoarce ca o fantomă pentru a se alătura prietenului său, Casper, în viața de apoi.
Poveștile au fost adaptate ulterior în desene animate Noveltoon, înainte ca Paramount să înceapă o serie, Casper the Friendly Ghost, în 1950, și să difuzeze ecranizările în cinematografe, până în vara anului 1959. Deși a avut mult succes, seria a fost ulterior criticată de istoricii de animație și de către spectatori, în principal din cauza faptului că povestea fiecărei producții din serie era în mare parte aceeași. În 1955, compozitorul Winston Sharples a compus o temă instrumentală pentru desenele animate cu Casper.

## Publicații

Casper și Vrăjitoarea Wendy în paginile revistei Casper the Friendly Ghost #1 (martie 1991)

Primul număr al publicației Casper sub formă de benzi desenate a fost lansat în august 1949, de către St. John Publications, fiind publicat timp de cinci numere, până în septembrie 1951. În 1952, Alfred Harvey, fondatorul și editorul Harvey Comics, a început să producă benzile desenate Casper. Casper a apărut pentru prima dată în Harvey Comics Hits #61 (octombrie 1952), iar apoi a trecut la o carte solo, cu Casper the Friendly Ghost #7 (decembrie 1952). În 1959, Harvey a cumpărat în întregime drepturile asupra personajului.
Casper a continuat să fie capul de afiș al unui număr mare de serii de benzi desenate, precum și să apară în povești de backup, și ca invitat în alte titluri. Seria Casper a inspirat trei spin-off-uri populare: Spooky the Tuff Little Ghost, Wendy the Good Little Witch și The Ghostly Trio.
În 2009, a fost publicată o nouă serie de benzi desenate despre Casper, intitulată Casper and the Spectrals, de către Arden Entertainment. Primul număr s-a vândut în 6.400 de exemplare. La fel cum au făcut și The Man of Steel și Batman: Year One cu personajele lor, Casper și alte câteva personaje Harvey Comics au fost modernizate pentru un nou public. Seria a continuat până în 2010, când au fost publicate ultimele două numere.

## Adaptări

### SeriaCasper the Friendly Ghost
- The Friendly Ghost (1945)
- There's Good Boos Tonight (1948)
- A Haunting We Will Go (1949)
- Casper's Spree Under The Sea (1950)
- Once upon a Rhyme (1951)
- Boo Hoo Baby (1951)
- To Boo or Not to Boo (1951)
- Boo Scout (1951)
- Casper Comes to Clown (1951)
- Casper Takes a Bow-Wow (1951)
- The Deep Boo Sea (1952)
- Ghost of the Town (1952)
- Spunky Skunky (1952)
- Cage Fright (1952)
- Pig-A-Boo (1952)
- True Boo (1952)
- Frightday the 13th (1953)
- Spook No Evil (1953)
- North Pal (1953)
- By the Old Mill Scream (1953)
- Little Boo Peep (1953)
- Do or Diet (1953)
- Boos and Saddles (1953)
- Boo Moon (1954)
- Zero the Hero (1954)
- Casper Genie (1954)
- Puss 'n Boos (1954)
- Boos and Arrows (1954)
- Boo Ribbon Winner (1954)
- Hide and Shriek (1955)
- Keep Your Grin Up (1955)
- Spooking with a Brogue (1955)
- Bull Fright (1955)
- Red White and Boo (1955)
- Boo Kind to Animals (1955)
- Ground Hog Play (1956)
- Dutch Treat (1956)
- Penguin for your thoughts (1956)
- Line of Screammage (1956)
- Fright from Wrong (1956)
- Spooking about Africa (1957)
- Hooky Spooky (1957)
- Peekaboo (1957)
- Ghost of Honor (1957)
- Ice Scream (1957)
- Boo Bop (1957)
- Heir Restorer (1958)
- Spook and Span (1958)
- Ghost Writers (1958)
- Which is Witch (1958)
- Good Scream Fun (1958)
- Doing What's Fright (1959)
- Down to Mirth (1959)
- Not Ghoulty (1959)
- Casper's Birthday Party (1959)

### Seriale de televiziune
- Matty's Funday Funnies (1959–1961)
- The New Casper Cartoon Show (1963–1970)
- Casper and the Angels (1979)
- The Spooktacular New Adventures of Casper (1996–1998)
- Școala de sperieturi a lui Casper (2009–2012)

### Filme speciale de televiziune
- Casper's Halloween Special (1979)
- Casper's First Christmas (1979)

### Filme
- Casper (1995)
- Casper: A Spirited Beginning (1997)
- Casper o întâlnește pe Wendy (Casper Meets Wendy) (1998)
- Casper's Haunted Christmas (2000)
- Școala de sperieturi a lui Casper (Casper's Scare School) (2006)

### Jocuri video
- Casper (1996, 1997 și 2002)
- Casper: A Spirited Beginning Activity Center (1998)
- Casper: Friends Around the World (2000)
- Casper: Spirit Dimensions (2001)
- Casper and the Ghostly Trio (2007)
- Casper's Scare School (2008)
- Casper's Scare School: Spooky Sports Day (2009)

## Legături externe
- „Casper the Friendly Ghost”. Dreamworks Classics. Arhivat din original la 14 aprilie 2014. Accesat în 24 mai 2021.
- „Casper the Friendly Ghost”. Harvey Entertainment. Arhivat din original la 10 mai 2006. Accesat în 11 iunie 2014.
- Don Markstein's Toonopedia
- Casper's Scare School on iTunes
- Harvey Entertainment
- Toonopedia a lui Don Markstein